# Nüzhetiye, Kestel
Nüzhetiye là một xã thuộc quận Kestel, tỉnh Bursa, Thổ Nhĩ Kỳ. Dân số thời điểm năm 2011 là 80 người.